# Кожино (Удомельский район)
Кожино — деревня в Удомельском городском округе Тверской области.

## География
Деревня находится в северной части Тверской области на расстоянии приблизительно 31 км на запад-северо-запад по прямой от железнодорожного вокзала города Удомля на правом берегу реки Мста. Через деревню проходит автомобильная дорога Мста-Озеры.

## История
Впервые упоминается в 1847 году. Дворов (хозяйств) 45 (1859), 69(1886), 62 (1911), 33 (1958), 14 (1986), 7 (1999). В советский период истории работали колхозы «Новая Заря», «Вперед» и им. Дзержинского. До 2015 года входила в состав Мстинского сельского поселения до упразднения последнего. С 2015 года в составе Удомельского городского округа.

## Население
Численность населения: 311 человек (1859 год), 347 (1886), 293(1911), 82 (1958), 23(1986), 15 (1999), 12 (русские 92 %) в 2002 году, 7 в 2010.